# Archaeoindris fontoynonti
Archaeoindris fontoynonti es una especie extinta de primate lemuriforme, el más grande que evolucionó en Madagascar. Las estimaciones sitúan una altura de 1,5 m de alto, y un peso aproximado de 150 hasta más de 240 kg de peso, más que un gorila lomo plateado macho. El género Archaeoindris es uno de los ocho que se conocen de la subfamilia Palaeopropithecinae. Inicialmente, por su gran tamaño corporal y la anatomía de su fémur, se sugirió un modo de vida casi exclusivamente terrestre. Pero en cuanto surgió nuevo material fósil, se hizo evidente que sus manos y piernas estaban mejor adaptadas para convertirlo en un trepador lento y poderoso. La curvatura falángica en los primates se correlaciona con la función de las manos y pies; especies altamente arborícolas como el orangután poseen las falanges más curvadas. Los paleopropitécidos, de los que forma parte Archaeoindris, tienen las falanges proximales muy curvadas, en un modo similar a los orangutanes.